# VAZ 2101/2102
VAZ 2101 je sovětský automobil nižší střední třídy vyráběný v letech 1970 až 1983. Jednalo se o první model vyráběný ve Volžském automobilovém závodě (VAZ).
Malý osobní automobil se na sovětském trhu prodával pod jménem Žiguli (rusky Жигули podle Žigulovských hor). Pro exportní trhy se používal název Lada, v západních zemích se prodával pod označením Lada 1200. Vůz vycházel z italského Fiatu 124, který pro potřeby ruských silnic prošel řadou změn, včetně instalování zcela nového čtyřválcového motoru. Model 2101 se stal velmi oblíbeným zejména v domácím Sovětském svazu, ale i v ostatních zemích socialistického tábora a stal se základem pro vývoj dalších důležitých modelů značky VAZ.

## VAZ 2101
V roce 1966 byla dohodnuta spolupráce mezi sovětskou vládou a automobilkou Fiat za účelem vybudování továrny a následné produkci vozu na základě licence. Jako místo pro novou továrnu bylo vybráno povolžské město Stavropol na Volze, pojmenované v roce 1964 po předsedovi italské komunistické strany Palmiru Togliattim. Za čtyři roky od podepsání smlouvy byla za pomoci italských odborníků dostavěna rozlehlá a moderní automobilka, která se již v druhé polovině 70. let stala hlavním producentem osobních automobilů v zemi.
Vůz se začal na domácím trhu prodávat od srpna roku 1970, světová premiéra proběhla na počátku roku 1971 na autosalonu v Bruselu. Zde byl presentován se jménem Slavia, ovšem toto jméno rychle nahradilo známé označení Lada. Do Československa se vůz zpočátku dodával s názvem VAZ Žiguli, díky čemuž oblíbený model 2101 zdomácněl jako „žigulík“, ovšem již od roku 1972 se stejně jako ve všech ostatních exportních trzích užívá název Lada. Na Západě jako Lada 1200, ve Východním bloku jako Lada/VAZ 2101. Za třináct let výroby vzniklo celkem na 3 miliony exemplářů modelu 2101. V ČSSR, kde reprezentoval vyšší část nabídky nových automobilů, se prodalo 156 tisíc těchto vozů. Dovoz do západních zemí mohl probíhat až od roku 1974, kdy skončil prodej italského 124 náhradou za model 131.

### Technika
Za základ modelu 2101 byl vybrán Fiat 124, který byl v roce 1967 zvolen evropským autem roku. Od modelu 124 se však finální vůz v mnohém odlišoval, což bylo dáno nutností přizpůsobit automobil náročným podmínkám sovětských, potažmo ruských silnic především ve venkovských oblastech. Bylo nutné vyztužit samonosnou ocelovou karoserii, což se projevilo např. na tlustší střeše či silnějších sloupcích. Změnami prošel také podvozek. Poháněná zadní tuhá náprava byla odlehčená dvěma dvojicemi podélných ramen s panhardovou tyčí napříč. Vpředu zůstala nezávisle odpružená přední náprava. Vůz dostal také odolnější pérování a především brzdy, které byly na původním voze sice všechny kotoučové, které ovšem v náročných podmínkách ruských cest snadněji ztrácely účinnost, a proto se u zadních kol přistoupilo k nainstalování spolehlivějších bubnových brzd.
Zcela odlišným od modelu 124 byl také motor, kterým byl podélně uložený čtyřválec OHC o objemu 1 198 cm3. Výkon 44 kW (60 koní) byl přenášen čtyřstupňovou manuální převodovku na zadní kola. 955 kg těžký vůz dosahoval maximální rychlosti lehce přes 140 km/h. Pětimístný automobil s karoserii sedan nabízel úložný prostor 380 litrů.

### VAZ 21011
V letech 1974 až 1981 se vyráběl modernizovaný model 21011 na základě 2101, jehož výroba probíhala souběžně. Mimo SSSR se model prodával jako Lada 1300. Největší odlišností bylo použití upraveného čtyřválce s objemem zvětšeným na 1 294 cm3 a výkonem 48 kW, díky čemuž se maximální rychlost zvýšila na 145 km/h. Lehké změny se dotkly také exteriéru. Na předním čele vozu přibyly dvě dvojice horizontálně orientovaných otvorů pro přívod vzduchu a změněna byla také maska chladiče. Klasické nárazníky byly doplněny pryžovou lištou. Přibylo také nové větrání na bocích karoserie a zadní světla. V interiéru se změnilo barevné tónování přístrojového panelu z černé na světle šedou a palubní deska dostala plastový dekor imitující dřevo. Klakson se přesunul na volant.

### VAZ 21013

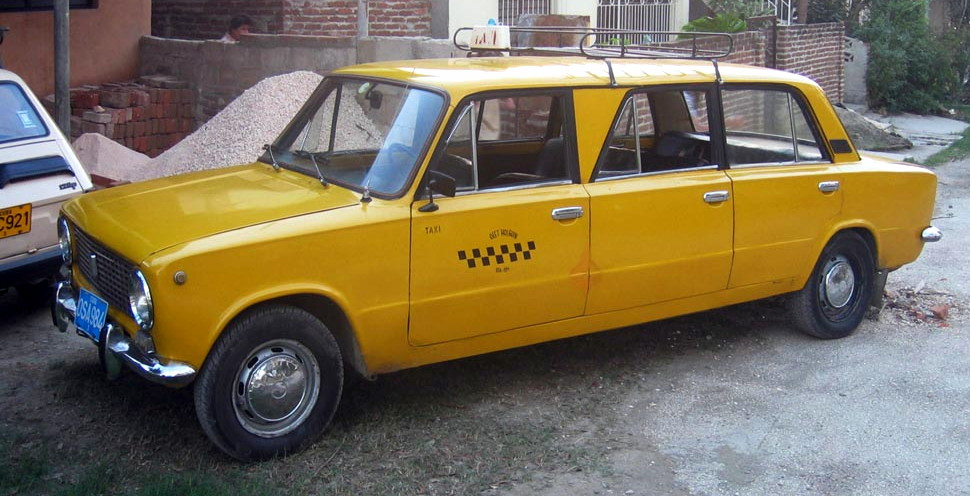
VAZ-2101 přestavěný na taxi-limuzínu v Trinidadu na Kubě

VAZ 21013 jinak zvaná Lada 1200 S byla exportní verzí pro Německo. Tato Lada vypadala téměř shodně jako 21011, ovšem byla vybavena motorem 1200. Od původního VAZu 2101 je 1200 S odlišovala zejména zadními světlomety. Zadní světlomety byly hlavní poznávacím znakem, že se jedná o 1200 S, čili Special. Světla byla obdélníková a vodorovná místo původních ve tvaru stříšky. Interiér byl v černé kůži. Lada 1200 S měla chrómovanou přední mřížku chladiče, chromované byly také nárazníky.
Lada 1200 S dokázala jet bez problémů rychlostí 145 km/h. Nejvíce byla Lada 1200 S rozšířená v bílé barvě a ve variantě sedan. Model VAZ 21013 byl vyráběn v letech 1977–1988.

## VAZ 2102
Od roku 1972 se vyrábělo také kombi VAZ 2102, které bylo až na karoserii shodné se standardním 2101. Jednalo se o první automobil s karoserií kombi vyráběný v automobilce VAZ. Jako základ opět posloužil licenčně poskytnutý Fiat 124, nyní s karoserií kombi jménem Familiare, na němž proběhly stejné změny jako u původního modelu 2101.
Praktický pětidveřový vůz byl na rozdíl od sedanu o 14 mm delší, o 18 mm vyšší a o 40 kg těžší. Palivová nádrž měla o 6 litrů větší objem a plnila se na rozdíl od výchozího modelu zleva. Automobil dosahoval průměrně maximální rychlosti 135 km/h. Jelikož měl vůz sklápěcí zadní sedadlo, mohl se zavazadlový prostor zvětšit až na 1 450 litrů. Hrana zadních výklopných dveří byla v jedné rovině s podlahou, což usnadňovalo užívání úložného prostoru zejména při manipulaci s těžšími břemeny. Také kombi se prodávalo od roku 1978 i se silnější variantou motoru 1,3 litru jako VAZ 21021 (Lada 1300 Combi). Již o rok dříve se dalo na některých trzích pořídit i s 1,5litrovým motorem z modelu 2103, díky čemuž dostalo název 1500 Combi. Zajímavostí je elektromobil VAZ 2801 Elektro (Электро), který vznikl v sérii pouhých 47 exemplářů.
Model kombi přežil mateřský typ 2101 o necelé 2 roky, přestal se vyrábět v roce 1985, kdy jej nahradil modernější VAZ 2104. Jeho produkce se první rok překrývala se starším 2102, kterého se za 13 let vyrobilo přes 650 000 kusů.

## Galerie

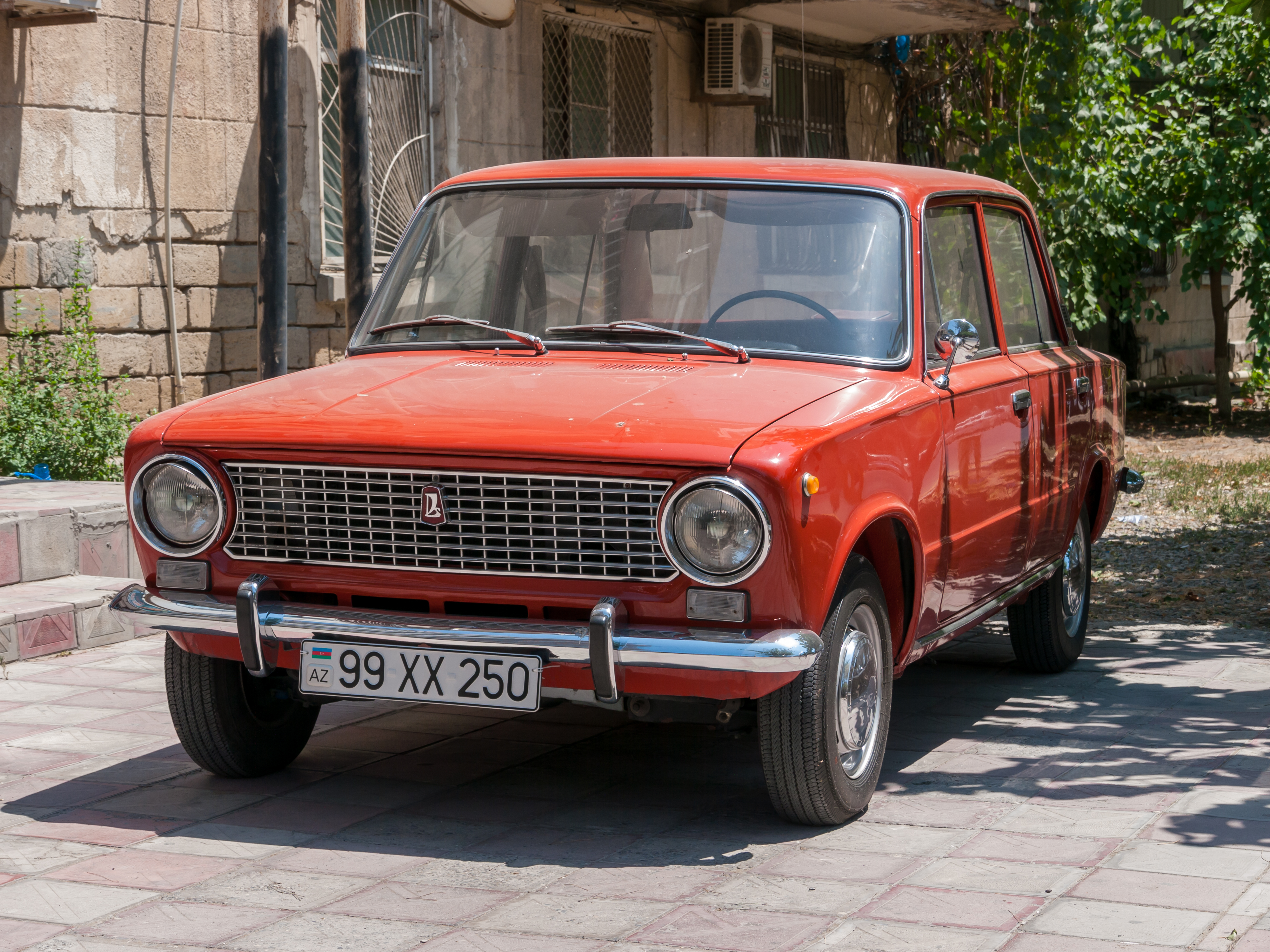
VAZ 2101
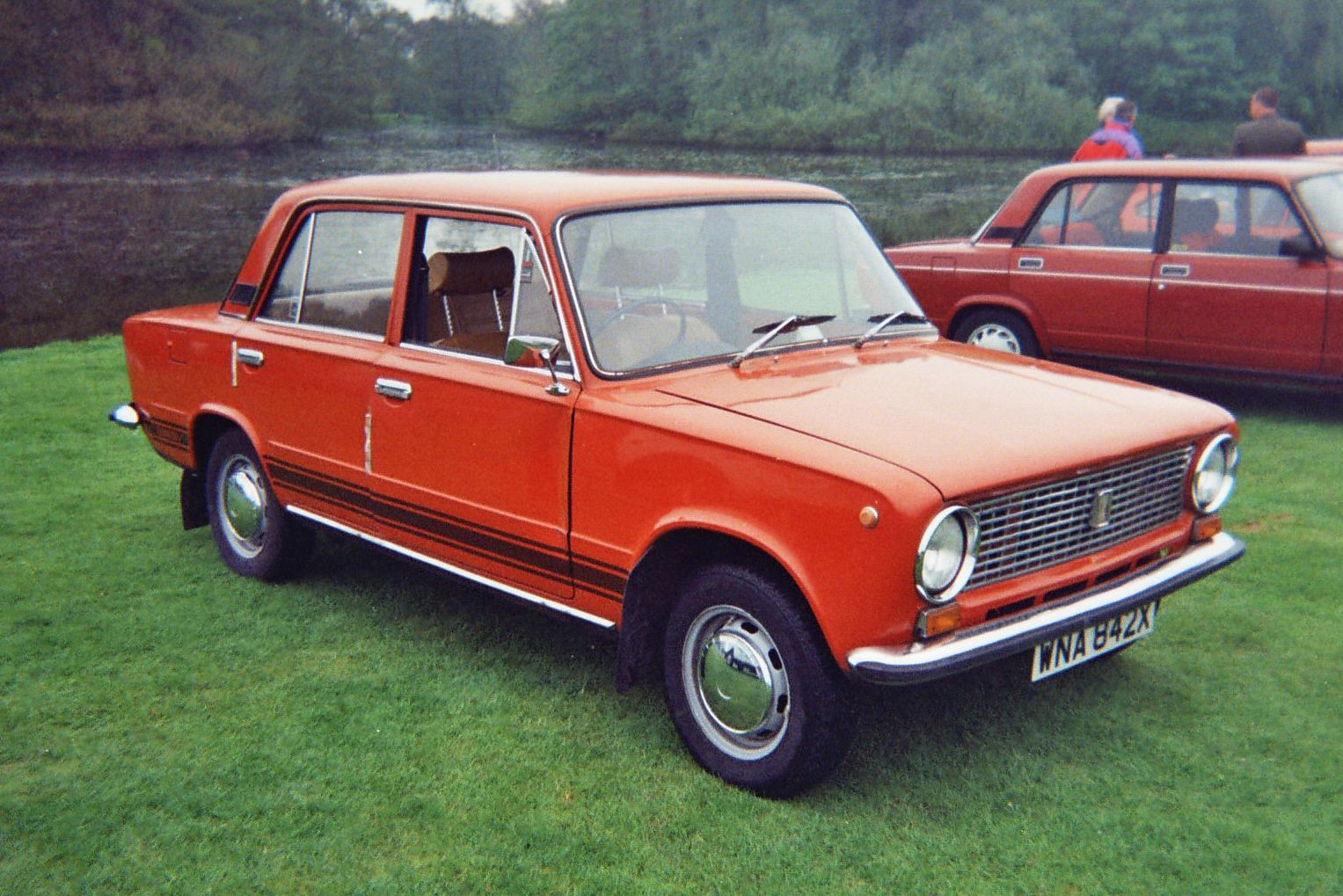
VAZ 2101
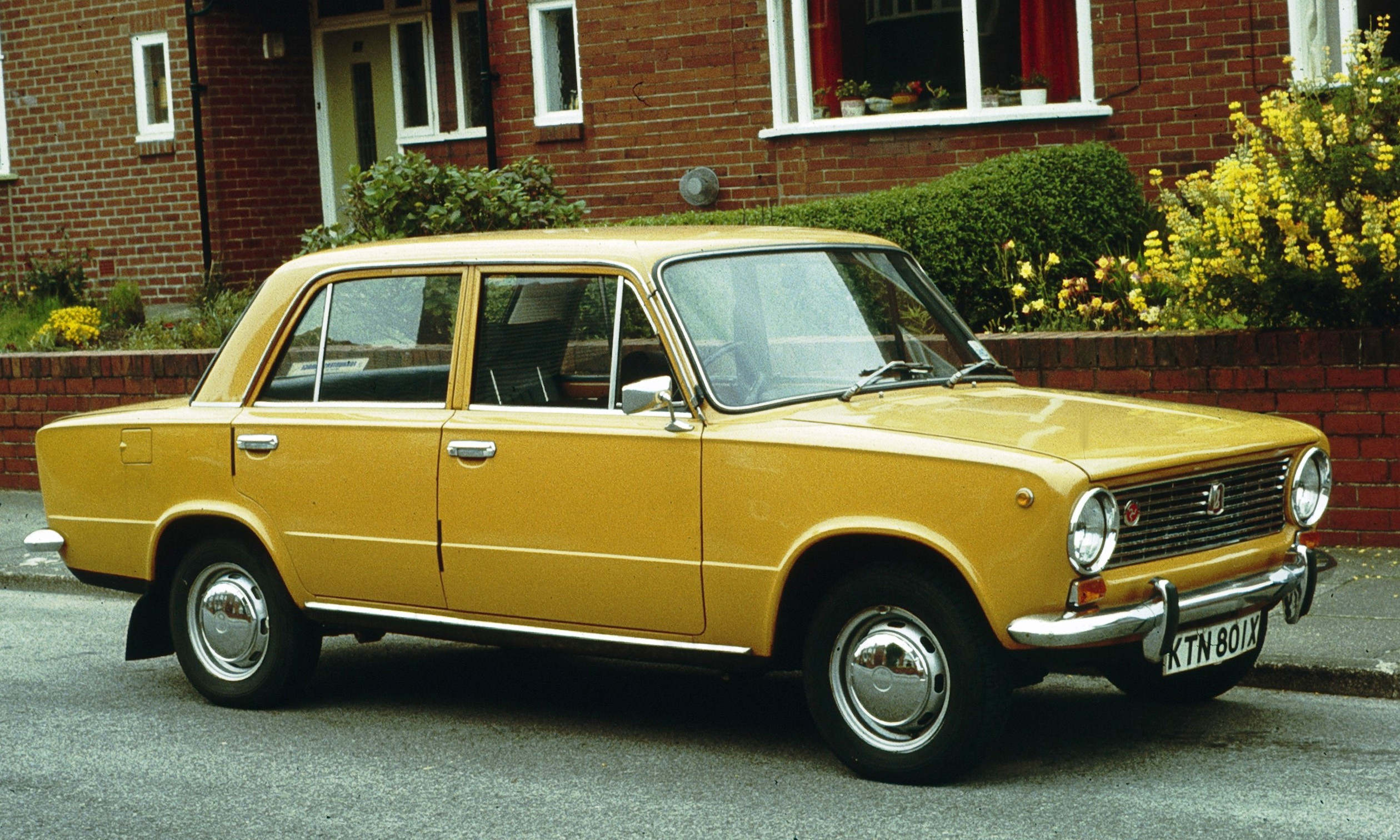
VAZ 2101
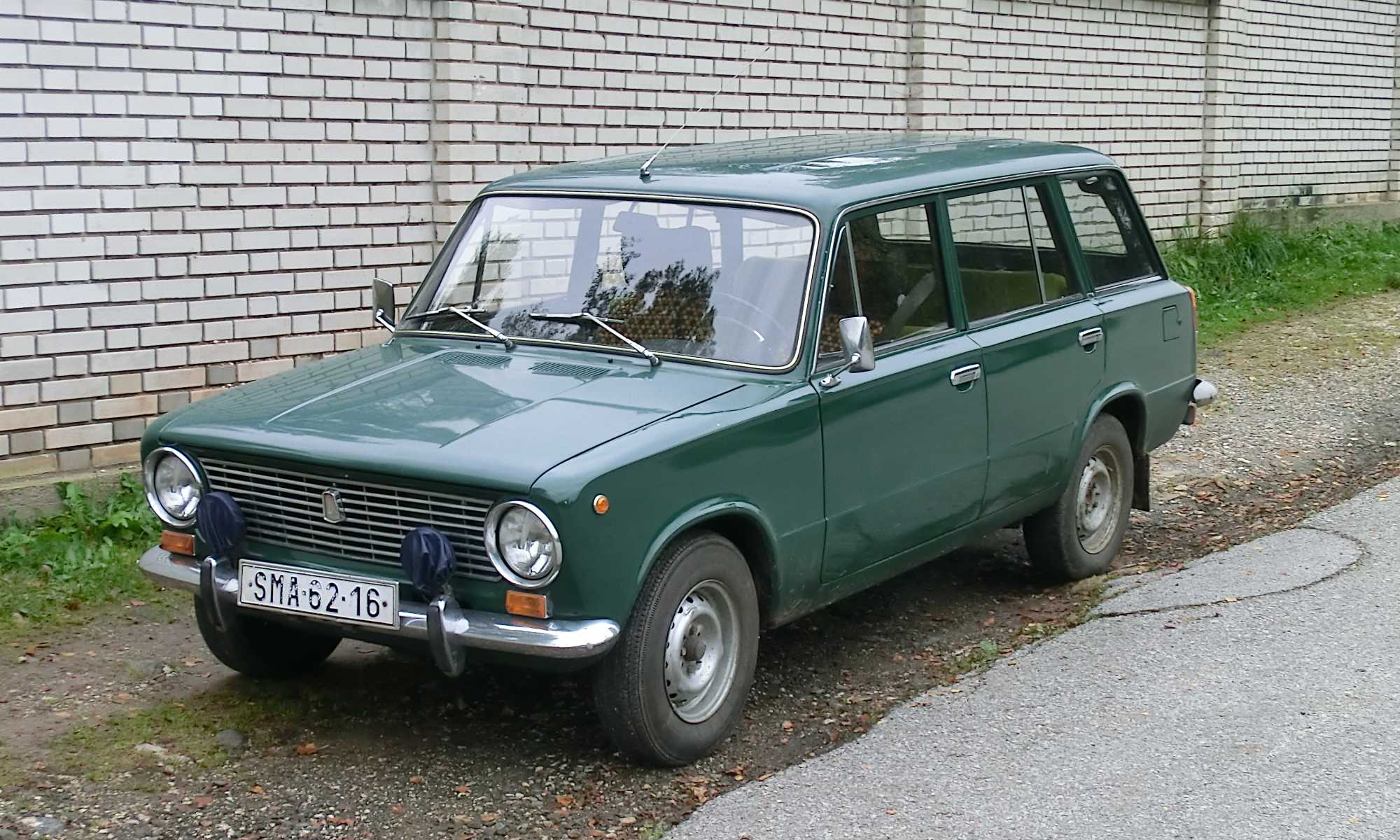
VAZ 2102
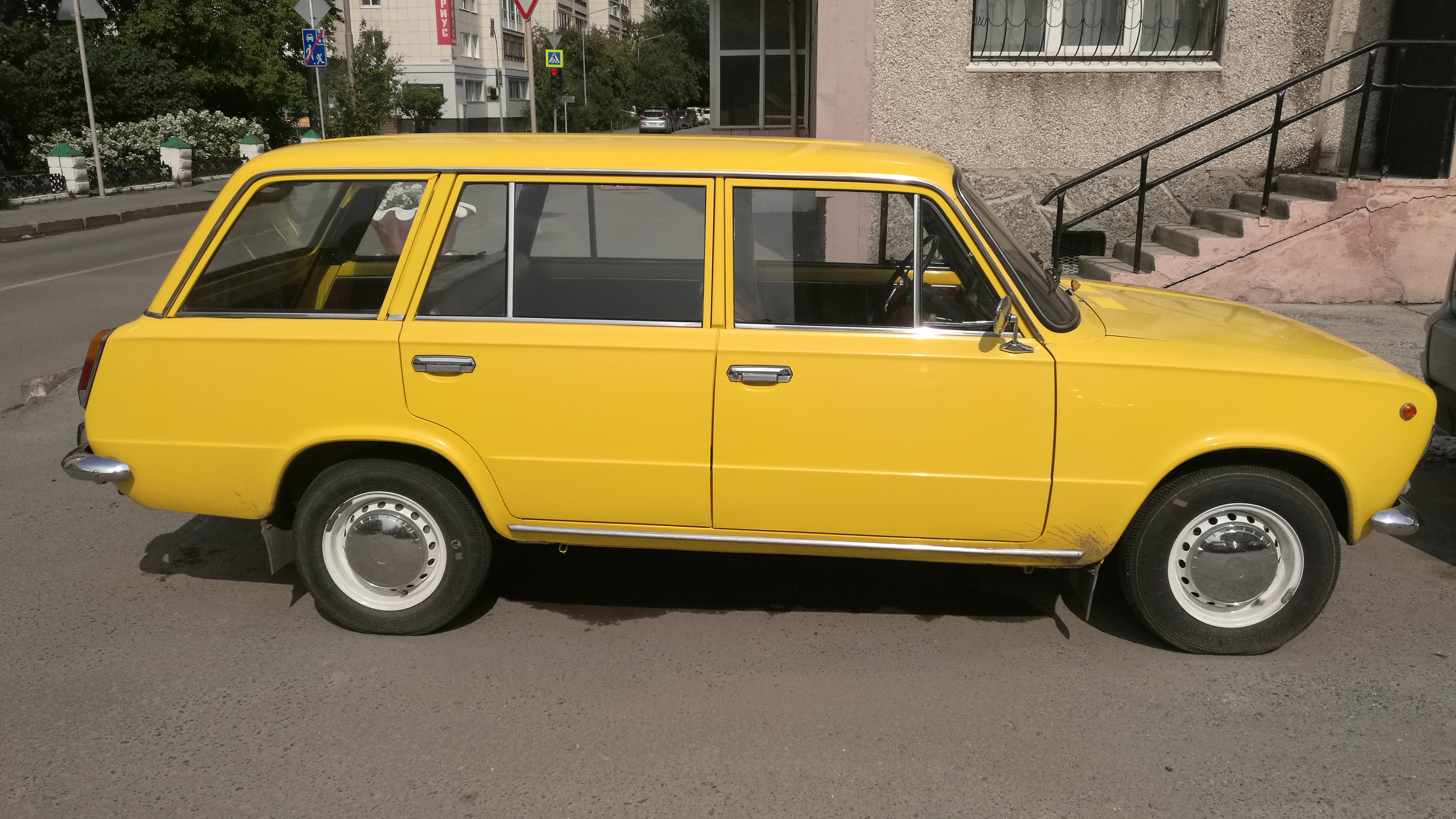
VAZ 2102
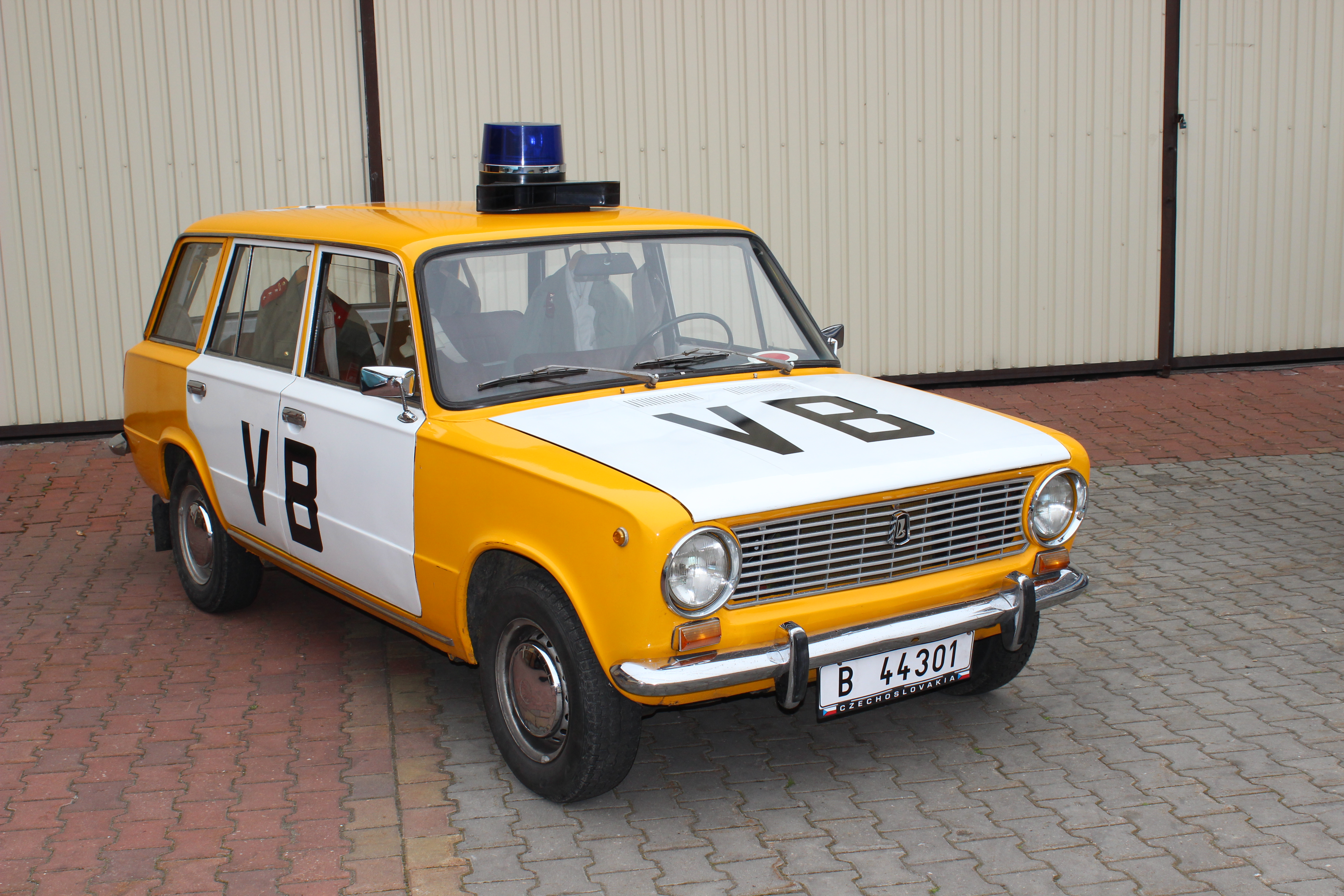
VAZ 2102 v provedení Veřejné bezpečnosti
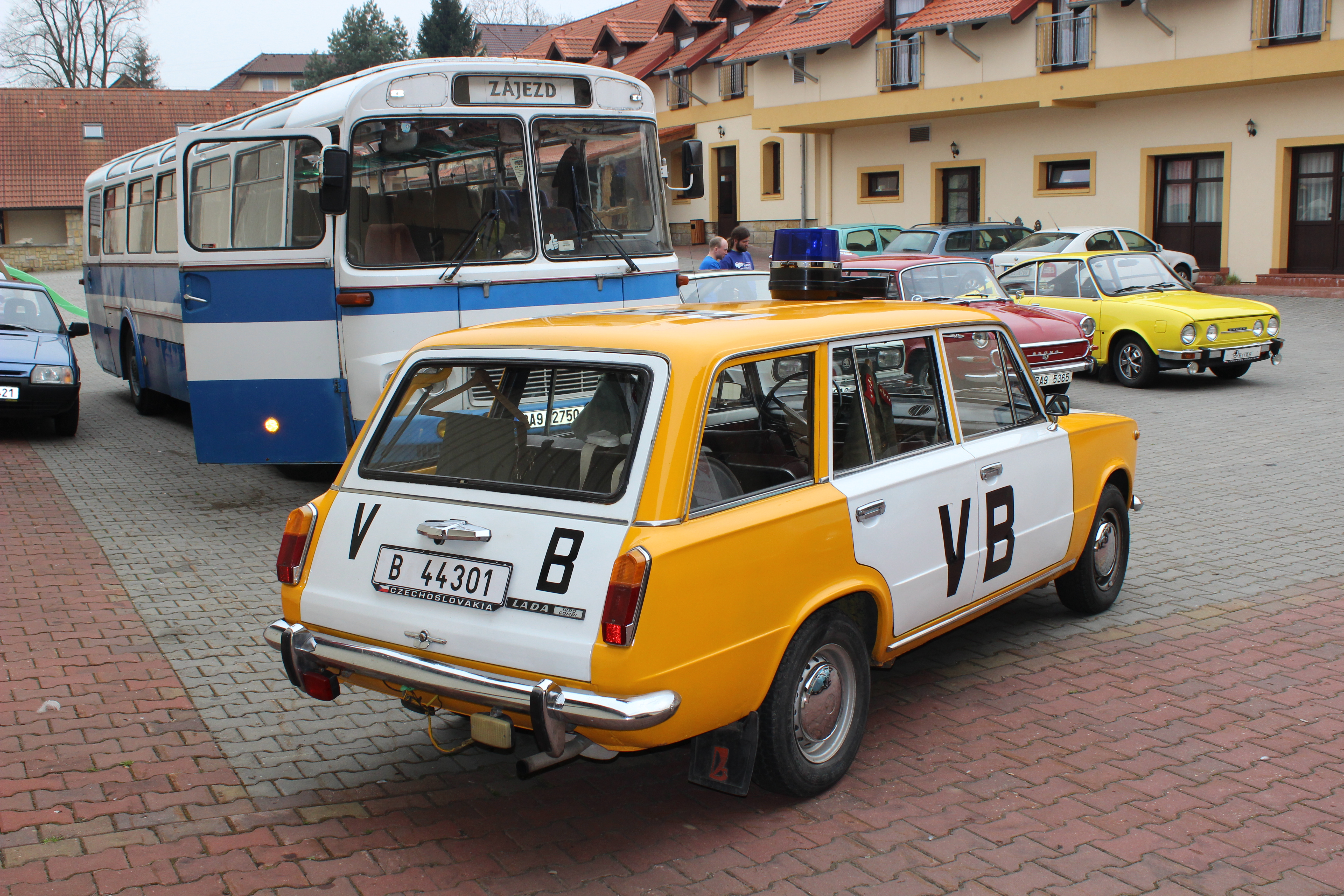
VAZ 2102 v provedení Veřejné bezpečnosti (v pozadí Škoda Garde, Škoda 1100 MBX, Škoda 110 R a autobus Karosa ŠM 11)